# Caída de Kabul (2021)
La caída de Kabul, o liberación de Kabul para el talibán, corresponde a la toma de la capital de la entonces República Islámica de Afganistán por parte de los talibanes ocurrida el 15 de agosto de 2021 en el marco de la llamada ofensiva talibán de 2021, que siguió a la retirada de las tropas de la OTAN del país, y la Evacuación de Afganistán de 2021. Ese mismo día, el presidente Ashraf Ghani y altos funcionarios de su gobierno, así como el personal de las embajadas de varios países occidentales, abandonaron el país.
Se llevan a cabo tensas negociaciones entre delegaciones de talibanes y funcionarios afganos tanto en Afganistán como en Doha (Catar). Los primeros han solicitado una alternancia en el poder pacífica y el gobierno ha mostrado su disposición a llevarlo a cabo, aunque a un gobierno provisional. No obstante, pocos días después los talibanes declararon por segunda ocasión (siendo la primera en 1996) el Emirato Islámico de Afganistán.
El 26 de agosto el ISIS-K cometió un atentado suicida en el aeropuerto de Kabul matando a más de 180 personas (incluidos 13 soldados estadounidenses).  El 29 de agosto una bomba estadounidense dirigida contra presuntos posibles atacantes al aeropuerto mató a siete niños y otros familiares.  La administración Biden inició una investigación.  Dos años más tarde, los padres de los soldados estadounidenses asesinados continuaban exigiendo el reporte.
A continuación del desastroso escape del gobierno de EE. UU. murieron 13 estadounidenses y más de 170 afganos; y cientos de ciudadanos estadounidenses y, separadamente, cientos de residentes de los EE. UU. (poseedores de tarjetas de residencia) quedaron en Afganistán.

## Antecedentes

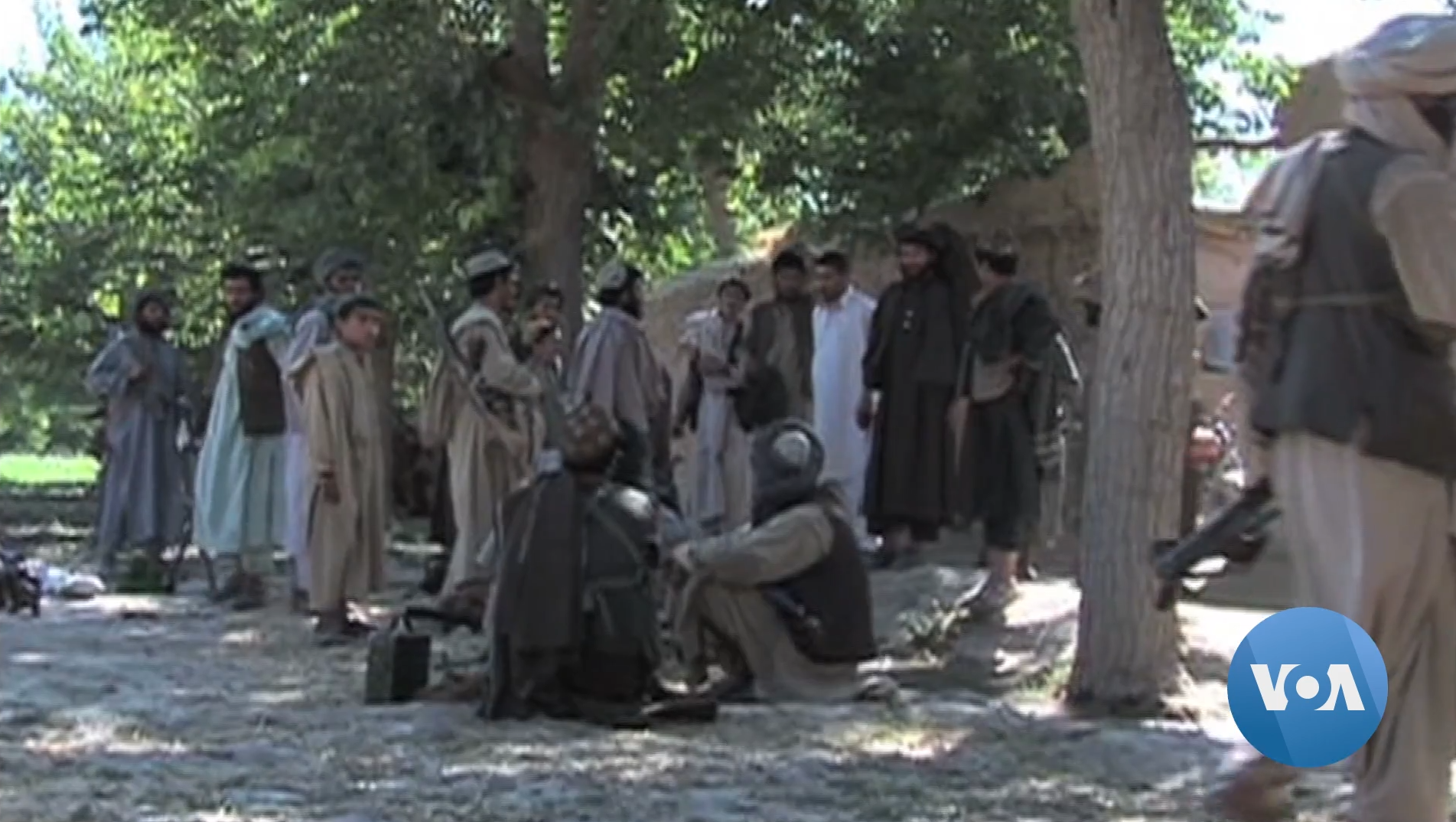
Los talibanes son una organización islámica militante.

Los talibanes y milicias aliadas lanzaron una ofensiva el 1 de mayo de 2021, a la par de la retirada de las tropas estadounidenses de Afganistán. Tras una rápida derrota, el Ejército Nacional Afgano quedó sumido en el caos y, para mediados de agosto, solamente dos unidades mantenían funciones: el 201.er Cuerpo y la 111.ª División, ambas con base en Kabul. La capital quedó sitiada por los talibanes, que ya habían logrado capturar Mehtar Lam, Sharana, Gardez, Asadabad y otras ciudades, así como distritos del este. En los días previos al asedio, funcionarios estadounidenses preveían a principios de agosto que Kabul podría resistir varios meses. Sin embargo, cinco días antes de la llegada de los talibanes, los análisis ya sugerían una caída de la capital en «treinta a noventa días» y, al cabo de dos días, sugerían su toma en cuestión de una semana.

## Acontecimientos
El 15 de agosto del 2021, las fuerzas talibanes comenzaron a entrar a Kabul, capital de Afganistán. Su avance comenzó con un asalto desde las afueras de la ciudad, siendo interrumpido momentáneamente por las negociaciones establecidas con el gobierno Afgano. Durante las tensas negociaciones, se propuso la transferencia pacífica del poder en beneficio del grupo insurgente.
El 15 de agosto, el mando de los talibanes ordenó a sus fuerzas que detuvieran su avance a las puertas de Kabul, declarando que no tomarían la ciudad por la fuerza, aunque los rebeldes entraron en sus afueras. Los lugareños informaron que los combatientes talibanes avanzaban hacia las áreas urbanas independientemente de las declaraciones oficiales de sus líderes. Después de algunos enfrentamientos, los insurgentes tomaron la prisión de Pul-e-Charkhi y liberaron a todos los presos, incluidos los militantes de ISIS y Al-Qaeda capturados. Los combatientes talibanes izaron su bandera en varias áreas de la ciudad y presionaron a algunos policías para que entregaran todas sus armas. El aeródromo de Bagram y el centro de detención de Parwan, que tenía 5000 prisioneros, también cayeron en manos de los talibanes.
A pesar de la caída de la ciudad, 5000 soldados estadounidenses permanecieron en la ciudad junto con algunos miembros del personal de la embajada estadounidense. También se confirmó que las tropas de la OTAN todavía estaban presentes en el Aeropuerto Internacional Hamid Karzai. El mismo día, el gobierno de Estados Unidos autorizó el despliegue de 1000 soldados adicionales en Afganistán, con lo que el número total de soldados estadounidenses en Kabul ascendió a 6000.

### Colapso gubernamental
El Ministerio del Interior afgano en un comunicado manifestó que el presidente Ashraf Ghani había decidido renunciar al poder y que se formaría un gobierno interino liderado por los talibanes. Posteriormente, los combates cesaron, aunque muchos civiles seguían temerosos y escondidos en sus hogares. A las 11:17 CET, se informó que los negociadores talibanes habían llegado al palacio presidencial para comenzar una transferencia de poder. Aunque las negociaciones fueron tensas, el gobierno declaró su voluntad de entregar pacíficamente Kabul a los talibanes, e instó a los civiles a mantener la calma. Al Arabiya informó que se formaría un gobierno de transición bajo el liderazgo del exministro Ali Jalali, pero esto fue luego negado por los talibanes.
Más tarde, ese mismo día, informes de noticias afganos e indios afirmaron que Ghani había abandonado Afganistán junto con el vicepresidente Amrullah Saleh ambos, según los informes, volaron a Tayikistán. El palacio presidencial de Kabul, el Arg, fue evacuado en helicópteros. Mientras tanto, el cofundador de los talibanes, Abdul Ghani Baradar, llegó al aeropuerto de Kabul para preparar la toma del gobierno.
A las 8:55 p. m. hora local, los talibanes afirmaron que se habían apoderado del Arg (el palacio presidencial), que había sido desocupado por el presidente Ghani ese mismo día. Fuentes indican que a todos los demás empleados del palacio se les ordenó que se fueran después de Ghani. Posteriormente se permitió la entrada al Arg a periodistas de Al Jazeera y pudieron entrevistar a algunos de los talibanes.
Aproximadamente a las 9:12 p. m. hora local, se informó que los talibanes pronto declararían el Emirato Islámico de Afganistán desde el palacio presidencial, volviendo al simbolismo oficial del gobierno talibán de 1996 a 2001. Alrededor de las 11:00 p. m. hora local, Ghani publicó en Facebook que había huido en un intento por evitar una batalla sangrienta y que "los talibanes han ganado con el juicio de sus espadas y armas".

### Resistencia
Con la caída de Kabul, los antiguos miembros de la Alianza del Norte y otras fuerzas anti-talibanes con base en Panjshir, lideradas por Ahmad Masud y el exvicepresidente Amrullah Saleh, se convirtieron en la principal resistencia organizada contra los talibanes en Afganistán.

## Reacciones

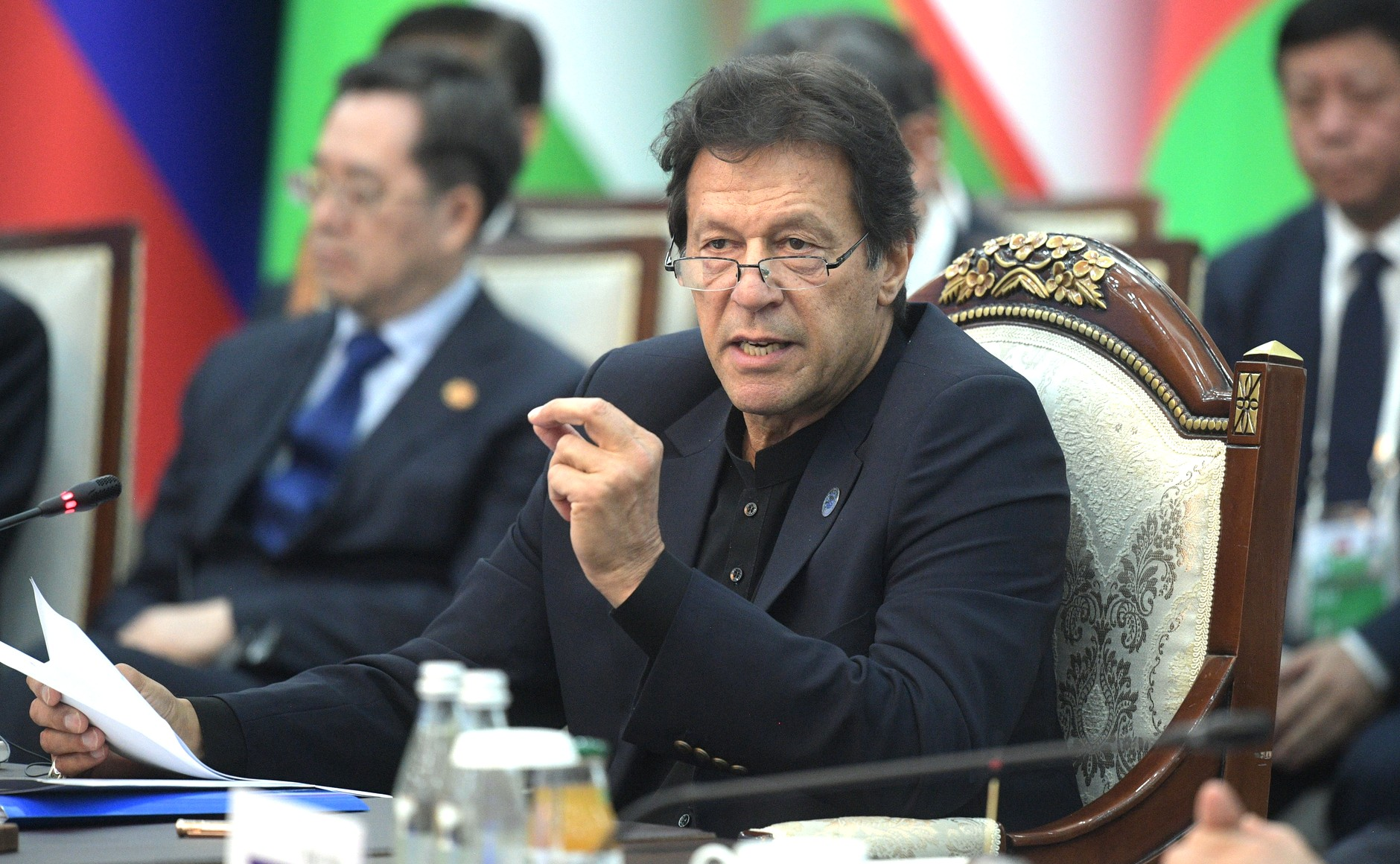
El primer ministro de Pakistán, Imran Khan, manifestó que los afganos habían "roto los grilletes de la esclavitud" al describir la conquista de Kabul por los talibanes.

El líder católico, el papa Francisco, emitió un comunicado diciendo que compartía "la preocupación unánime por la situación en Afganistán" y pidió oraciones por la paz.
El expresidente afgano Hamid Karzai presionó públicamente por una transición pacífica del poder, prometiendo que permanecería en Kabul con sus hijas pequeñas. Varios funcionarios afganos culparon del colapso al gobierno de Ghani. El presidente del Consejo de Reconciliación Nacional Afgano, Abdullah, denunció la huida del país de Ghani, afirmando que "el ex presidente de Afganistán abandonó Afganistán, dejando al país en esta difícil situación. Dios debería responsabilizarlo".
El expresidente de los Estados Unidos, Donald Trump, calificó la ejecución de la retirada de tropas como la mayor «humillación» en la historia de su país y recalcó que él hubiese sacado primero a los civiles y diplomáticos estadounidenses, luego a los colaboradores afganos de estos, todo el equipamiento avanzado del Ejército Nacional Afgano donado por el ejército norteamericano y por último sacar a los militares, todo esto con la condición de que los talibanes cumpliesen lo acordado en el acuerdo de Doha. Por último el expresidente se mostró contrario a la política intervencionista de su país calificando de «decisión horrible» haber intervenido en Medio Oriente y que no ha mejorado su situación en los últimos veinte años.

### Gobiernos
El presidente del Comité Selecto de Asuntos Exteriores del Parlamento británico, Tom Tugendhat, declaró que el colapso fue "el mayor desastre político desde Suez ". El primer ministro Boris Johnson anunció que convocaría al parlamento para debatir la situación. En la tarde del 15 de agosto, el gabinete británico celebró una reunión de emergencia, seguida de una declaración pública de Johnson en la que afirmó que la situación era "extremadamente difícil" y que "sabemos desde hace mucho tiempo que esto era la forma en que irían las cosas ". Johnson afirmó además que la comunidad internacional no debería reconocer al gobierno talibán y que era necesario "evitar que Afganistán vuelva a ser un caldo de cultivo para el terror". El gobierno francés anunció que convocaría una reunión de emergencia del Consejo de Defensa el 16 de agosto presidida por el presidente Emmanuel Macron para abordar la situación.
El gobierno de España anunció la retirada de su embajada así como de las tropas e intérpretes que colaboraron con las fuerzas españolas. El 16 de agosto se enviaron dos Airbus A400 del Ejército del Aire a Dubái para acometer la repatriación.

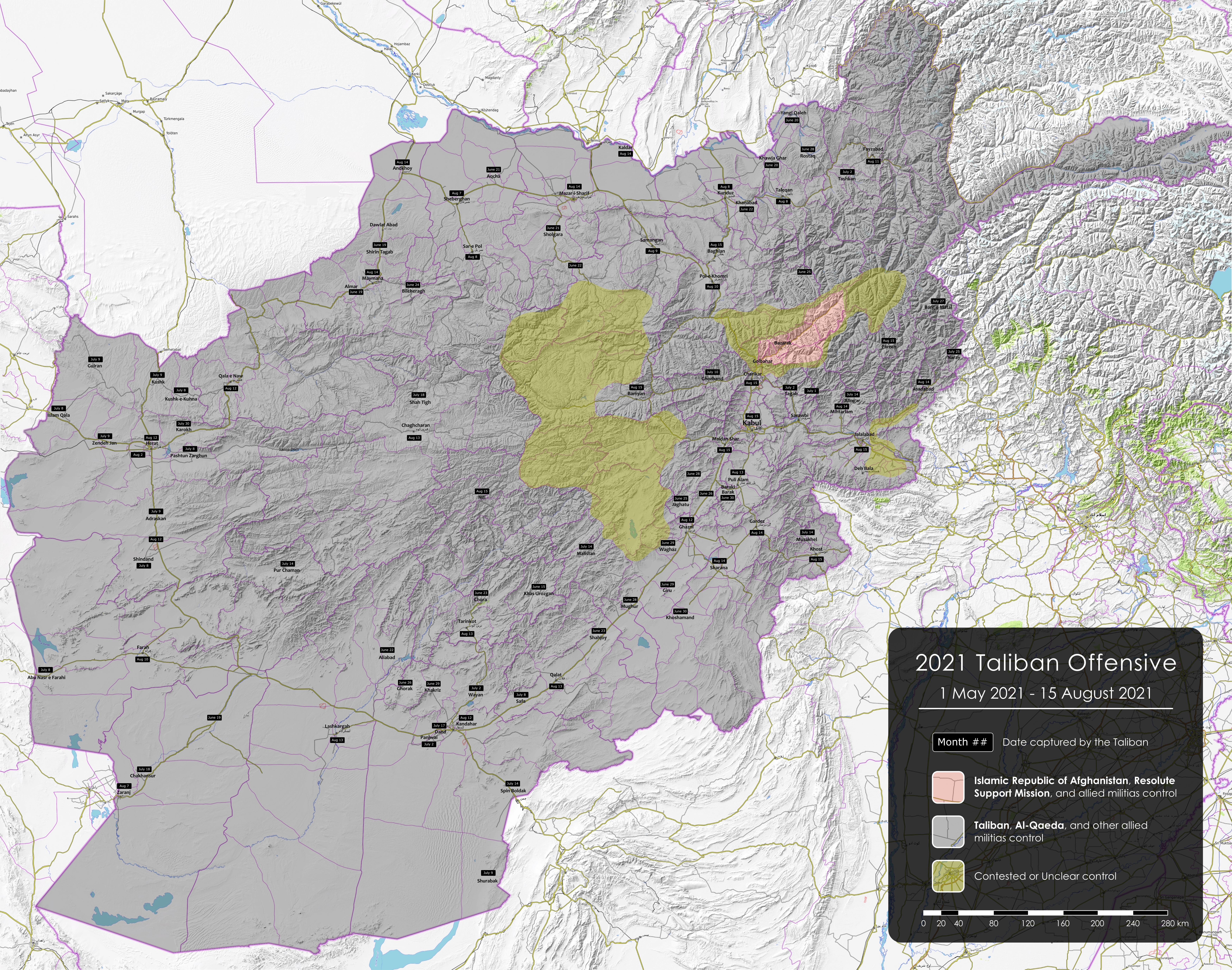
Para el momento de la caída de Kabul (15 de agosto de 2021), los talibanes tenían el control de casi todo el territorio de Afganistán.

El gobierno canadiense anunció que suspendería las operaciones de su embajada en Afganistán. Ann Linde, ministra sueca de Relaciones Exteriores, declaró que el colapso del gobierno afgano "fue mucho más rápido de lo que nadie esperaba". La emisora pública Sveriges Radio informó además que la embajada sueca estaba evacuando a su personal. El ministro de Relaciones Exteriores de Austria, Alexander Schallenberg, advirtió que "el conflicto y la inestabilidad en la región tarde o temprano se extenderán a Europa".
El ministro de Relaciones Exteriores de Pakistán manifestó "preocupación por el deterioro de la situación en Afganistán", pero manifestó que Pakistán no tiene intención de cerrar su embajada en Kabul. La Unión Europea expresó su preocupación por una posible crisis migratoria a través de Margaritis Schinas, y el presidente estadounidense Joe Biden afirmó que la presencia continua de tropas estadounidenses en Afganistán "no habría hecho una diferencia" si el ejército afgano no hubiera podido mantener el control del país. La embajada rusa en Kabul declaró que no evacuaría ni cerraría la embajada, con un portavoz talibán garantizando la seguridad de la embajada. El gobierno ruso declaró además que se estaban llevando a cabo conversaciones para celebrar una reunión de emergencia del Consejo de Seguridad de la ONU para discutir la situación.
- Indonesia: El gobierno indonesio declaró que se está monitoreando la situación en Afganistán y declararon que están dispuesto a evacuar a 15 indonesios en Afganistán si es necesario. Hasta el momento se mantendría la Embajada de Indonesia en Kabul.

- Rusia: La embajada rusa en Kabul declaró que no evacuaría ni cerraría la embajada, ya que un portavoz talibán garantizo la seguridad de la embajada. El gobierno ruso declaró además que se estaban llevando a cabo conversaciones para celebrar una reunión de emergencia del Consejo de Seguridad de la ONU para discutir la situación.

### Empresas
La aerolínea de los Emiratos Árabes Unidos, Flydubai, anunció que suspendería los vuelos a Kabul el 16 de agosto. Un vuelo de Emirates a Kabul fue desviado y luego regresó a Dubái.

### Comparaciones con la caída de Saigón en 1975
Varios comentaristas compararon los eventos con la caída de Saigón al final de la guerra de Vietnam en abril de 1975. Un mes antes de que los talibanes llegaran a Kabul, el presidente estadounidense Joe Biden había rechazado la comparación, afirmando que "los talibanes no son el Ejército de Vietnam del Norte... no habrá ninguna circunstancia para que veas a la gente ser evacuada del techo de una embajada de los Estados Unidos en Afganistán. No es en absoluto comparable".
Los reporteros argumentaron que los comentarios de Biden no envejecieron bien, ya que el personal de la embajada quemó documentos y "se fotografiaron helicópteros sobrevolando sobre el complejo, transportando diplomáticos al aeropuerto" menos de un mes después. Lawrence Chambers, quien había dado la orden de arrojar helicópteros fuera del USS Midway durante la Operación Frequent Wind para dar paso a más aviones evacuados de Saigón para aterrizar, declaró que "lo que está sucediendo ahora es peor que lo que sucedió en Vietnam", explicando: "[En Vietnam] tratamos de sacar a la mayor cantidad de personas que trabajaron con nosotros como pudimos... en Afganistán, estamos abandonando a las personas que nos apoyaron mientras estábamos allí".
El día en que los talibanes entraron en Kabul, el secretario de Estado estadounidense, Antony Blinken, rechazó la comparación con Saigón, afirmando en una entrevista de ABC's This Week que "evidentemente esto no es Saigón. Fuimos a Afganistán hace 20 años con una misión en mente, y que era tratar con las personas que nos atacaron el 11 de septiembre, y esa misión ha tenido éxito".
En lugar de con la caída de Saigón, el exsecretario de Defensa estadounidense Leon Panetta comparó la caída de Kabul con la fallida invasión de Cuba por Bahía de Cochinos en 1961, diciendo que "el presidente Kennedy asumió la responsabilidad de lo que sucedió. Recomiendo encarecidamente al presidente Biden que asuma la responsabilidad... de admitir los errores que se cometieron". Otros comentaristas también han comparado la caída de Kabul con la crisis de los rehenes en Irán en 1979. La Casa Blanca prefirió comparar esta retirada con la evacuación de Dunkerke en 1940.

## Impacto en civiles
Algunos ciudadanos, especialmente mujeres, temían por la restauración del régimen talibán y algunos dijeron sentirse traicionados. Las calles de Kabul se atascaron a raíz de que muchos habitantes decidieran ir hacia el Aeropuerto Internacional de Kabul, asegurado por los estadounidenses. Algunos de ellos abandonaron sus vehículos para continuar el recorrido a pie. Se reportaron largas colas en las afueras del aeropuerto y en las embajadas extranjeras, cuyos residentes esperaban en medio del calor, asegurar visas o vuelos para poder salir del país. Un pequeño número de habitantes celebró la llegada de los talibanes a la capital.
Las ventas de burkas (conocidas como chadaree en Afganistán) se dispararon días previos a la llegada de los talibanes, por temor a que ellos volvieran a imponerlo de forma obligatoria para las mujeres y atacaran a las que se negaban a usarlo. El precio de un burka pasó de 200 a 3000 afganis. Una mujer de Kabul declaró a The Guardian que las estudiantes fueron evacuadas de sus residencias universitarias antes de que los talibanes pudieran alcanzarlas y que las mujeres que tenían estudios universitarios, escondían sus diplomas. En algunos comercios, empezaron a pintar y retirar los anuncios en los que aparecían mujeres, por temor a una represalia talibán.
Aun con todo esto los talibanes han dicho que quieren la paz, respetarán los derechos de las mujeres y las niñas seguirán estudiando en el marco de la ley islámica.
El uso del burka no será obligatorio para las mujeres pero si deben tener el velo.
"Le aseguramos a la gente en Afganistán, particularmente en la ciudad de Kabul, que sus propiedades y sus vidas están a salvo, no habrá venganza contra nadie. Somos los servidores del pueblo y de este país. Nuestros líderes le han dado instrucciones a nuestras fuerzas para que permanezcan a las puertas de Kabul, que no entren a la ciudad. Estamos esperando una transferencia pacífica del poder."
Dicho así por Suhail Shaheen portavoz del talibán en una entrevista con BBC

## Análisis

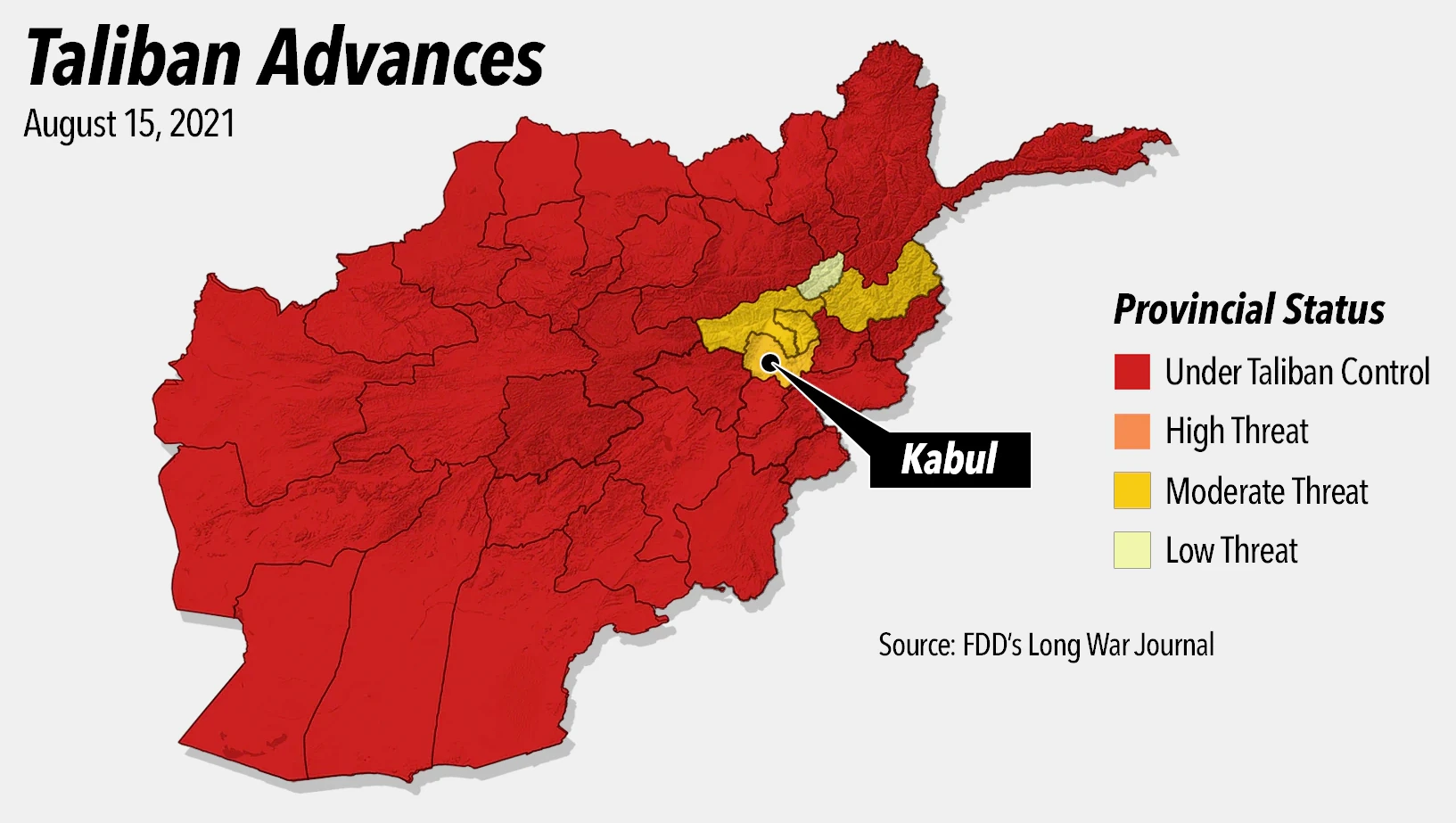
Control de Afganistán por los talibanes antes de la caída de Kabul

Varios comentaristas y figuras públicas describieron la caída de Kabul y de la república islámica como un desastre significativo y un fracaso para la OTAN. El político alemán Armin Laschet, ministro-presidente de Renania del Norte-Westfalia, afirmó que fue "la mayor debacle que ha sufrido la OTAN desde su creación y es un cambio de época al que nos enfrentamos". El presidente del Comité Selecto de Asuntos Exteriores del Parlamento británico, Tom Tugendhat, declaró que el colapso fue "el mayor desastre político desde Suez". Periodista Nick Turse argumentó que "sin una verdadera revaluación esta vez, Estados Unidos corre el riesgo de caer en patrones gastados que pueden, algún día, hacer que las debacles militares en el sudeste y suroeste de Asia parezcan terriblemente pequeñas".
Algunos, sin embargo, rechazaron las acusaciones de fracaso. Al dirigirse a la Cámara de los Comunes el 18 de agosto, el primer ministro británico, Boris Johnson, argumentó que Reino Unido se había unido a "una misión para "extirpar" a Al-Qaeda en ese país y hacer todo lo posible para estabilizar Afganistán, a pesar de todas las dificultades y desafíos que enfrentamos". sabíamos que íbamos a enfrentarnos y lo logramos en esa misión central ”, y además afirmó que“ lo que no es cierto es decir que el gobierno del Reino Unido no estaba preparado o no previó esto”.
El expresidente de los Estados Unidos, Donald Trump, calificó la retirada de las tropas como la mayor "humillación" en la historia de Estados Unidos, El mandatario también se opone a la política intervencionista de Estados Unidos, calificando como una "horrible decisión" haber intervenido en Medio Oriente y que no ha mejorado la situación en los últimos veinte años.